# ایبرهارت فون مکنزن
ابرهارد فن مکنزن (به آلمانی: Eberhard von Mackensen) (زاده ۲۴ سپتامبر ۱۸۸۹ – درگذشته ۱۹ مه ۱۹۶۹) یک نظامی آلمانی در دوره رایش سوم بود. وی فرزند ژنرال آگوست فن مکنزن ژنرال برجسته جنگ اول جهانی بود.